# Centro de Logística das Forças Armadas
O  Centro de Logística das Forças Armadas  (em sueco Försvarsmaktens logistik, também designado pela sigla FMLOG) é uma unidade das Forças Armadas da Suécia sediada em Estocolmo, no Centro da Suécia.

Esta unidade está vocacionada para apoiar as Forças Armadas da Suécia  no que respeita a transportes e comunicações, e à manutenção e acesso a material apropriado e em boas condições.

O Centro de Logística tem o comando e direção em Estocolmo, mas as suas secções estão espalhadas por todo país.

O pessoal da unidade é constituído por 202 oficiais profissionais, 1 sargento/praça permanente, 7 sargentos e praças temporários, 1798 funcionários civis e 8 oficiais da reserva.